# Skakur
Et skakur består af to ure placeret ved siden af hinanden, hvor man ved at trykke på en knap kan stoppe det ene og starte det andet, således at ingen af urene kan gå samtidigt. Skakuret bruges ud over skak også til andre topersoners spil, hvor spillerne trækker efter tur. Skakuret bruges dels til at registrere den forbrugte spilletid af den enkelte spiller, dels til at sikre at en spiller ikke overskrider sin betænkningstid.

## Historie
Skakure blev første gang brugt i konkurrencesammenhæng ved en turnering i London 1883.
Den enkleste tidskontrol, som man bruger i f.eks. lynskak og hurtigskak, er, at hver spiller simpelthen får et fast antal minutter til hele partiet. Hvis man overskrider tidskontrollen har man tabt partiet. I klassisk skak får man et bestemt antal minutter til at udføre et bestemt antal træk, hvor man så får mere tid, når man har udført det angivne antal træk.
Det er op til spilleren selv, hvor lang tid, man vil bruge på det enkelte træk. F.eks. bruger mange spillere kun kort tid på trækkene i åbningsspillet eller kendte slutspil. Derfor bruges tiden oftest i komplicerede stillinger i midtspillet. Da et parti kan tage flere timer, er det normalt, at spillere forlader bordet for at strække benene, men hvis den anden trækker, mens en spiller er væk, går tiden på hans ur.

## Analoge skakure
Analoge skakure er udstyret med en "vinge", som falder, når den længste viser passerer 12, og dermed angiver, at tiden er brugt. Hvis man ikke har nået det angivne antal træk, er partiet tabt. Analoge skakure har mekaniske knapper, som fysisk stopper et urs bevægelse og starter et andet. Analoge skakure bruges ikke længere på højeste niveau, idet de to ure går uafhængigt og måske ikke lige. Desuden er der problemer med at indstille tiden nøjagtigt og lægge tid til ved tidskontroller. Fordelen ved de analoge ure er, at de ikke kræver batterier eller anden elektricitet.

## Digitale skakure

### Udviklingen
Bruce Cheney opfandt i 1973, mens han var studerende ved Cornell University, det første digitale skakur som led i et projekt i et kursus i elektroteknik. I sammenligning med moderne skakure var det pga. teknologiske begrænsninger meget simpelt: Displayet bestod af røde lysdioder, som krævede meget energi, derfor måtte uret tilsluttes en vægkontakt. Den høje pris på dioder på den tid medførte, at uret blev bygget til kun at vise en spillers betænkningstid ad gangen. Uret havde et højt energiforbrug – også pga. den tilgængelige chipteknologi. Desuden kunne man ikke indstille tiden, kun nulstille den.

### Nyere digitale ure
Med de nyere digitale skakure og spil på internet har man kunnet eksperimentere med forskellige, mere komplicerede tidskontroller end de traditionelle.
Den tidligere verdensmester i skak, Bobby Fischer, udtog i i 1988 et patent på et digitalt skakur, hvor hver spiller får en vis tid på uret til at starte med, men efter hvert træk får lagt lidt tid oveni. F.eks. kan man få 10 min. til et helt parti, men få lagt 5 sekunder oveni for hvert træk. Denne form for tidskontrol har efterhånden vundet mere indpas også på højeste niveau i skakverdenen. En anden af Fischers ideer fra patentet – en elektronisk stemme, som angiver hvor meget tid den enkelte spiller har tilbage, så man ikke behøver at holde øje selv – har derimod ikke fundet gehør.

### Ure med tidsforsinkelse
Ud over Fischer-uret, hvor spilleren får lagt tid til ved hvert træk, findes der også et andet ur med forsinkelse, opfundet af stormester David Bronstein. I Bronsteins ur får spilleren ikke lagt tid til, men har f.eks. fem sekunder, hvor hans ur ikke går, så man i princippet ikke behøver at bruge tid på et træk.